# Certhia brachydactyla
El agateador común o europeo(Certhia brachydactyla) es una especie de ave de la familia Certhiidae que vive principalmente en el sur de la Europa Occidental y alrededor del resto de la cuenca del Mediterráneo. Se caracteriza por tener las partes superiores parduzcas, que lo mimetizan con los troncos de los árboles, y las partes inferiores blanquecinas, con el pico largo, fino y curvado hacia abajo. Trepa con facilidad por los árboles ayudado de su cola rígida que le sirve de apoyo.

## Descripción

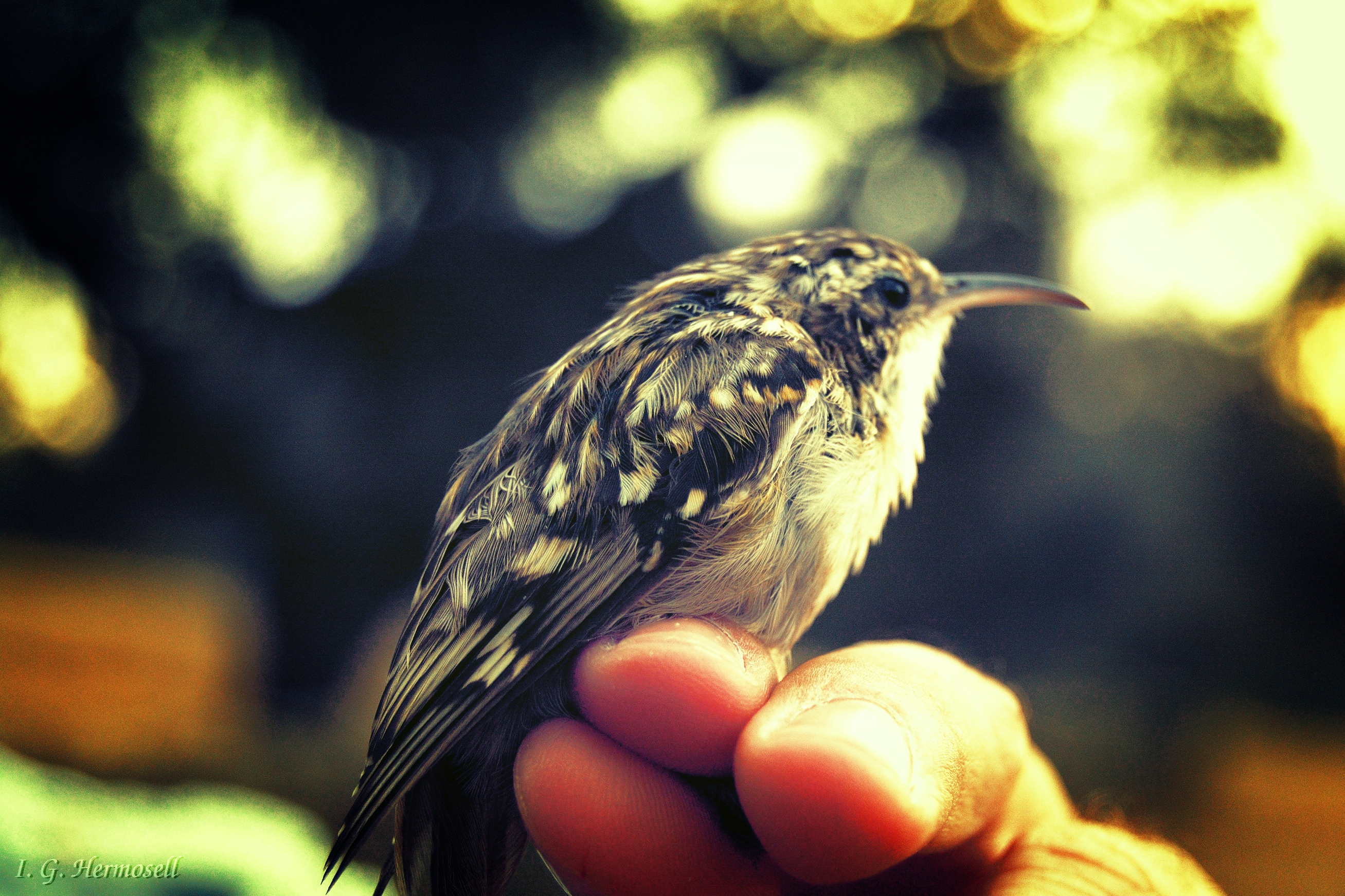
En una mano se aprecia la proporción del agateador común.

El agateador común es un pájaro pequeño, mide de 11-13 cm de largo y pesa unos 8-10 g. Es de color pardo salpicado con motas oscuras y claras en las partes superiores y sus zonas ventrales son de color blanco sucio. Su pico es relativamente largo y curvado (aprox. 2/3 partes de la longitud de la cabeza, o unos 16,5- 22,05 mm). Su cola tiene plumas rígidas que le permiten usarla como punto de apoyo cuando se encuentra en los troncos verticales. 
El área de distribución del agateador europeo solapa en gran parte de Europa con el del agateador euroasiático con el que se puede confundir. Comparado con esta especie las partes inferiores de agateador europeo son de un color blanco menos intenso, y las superiores son de un color marrón más apagado y menos moteadas, tiene una lista superciliar más oscura. Su pico es ligeramente más largo y los dedos de sus pies más cortos. Aun así es difícil diferenciar visualmente al 5% de los individuos, incluso teniéndolos en la mano. En cambio sus cantos son muy diferentes, aunque se sabe que ambas especies pueden emitir los sonidos de la otra.
Su canto es un "ti-ti-tí--teroi-ti-tít" constituido por notas muy marcadas y agudas, separadas por cortas pausas, con una duración de 1,5 a 2 s . Fuera del período reproductor es mucho más frecuente oír una serie de 3 a 5 notas ‘ti’ o ‘tzi’ agudas, marcadas, de acabado brusco y separadas por cortísimas pausas de 0,1-0,5 s ("ti-ti-ti-ti-...").

## Distribución

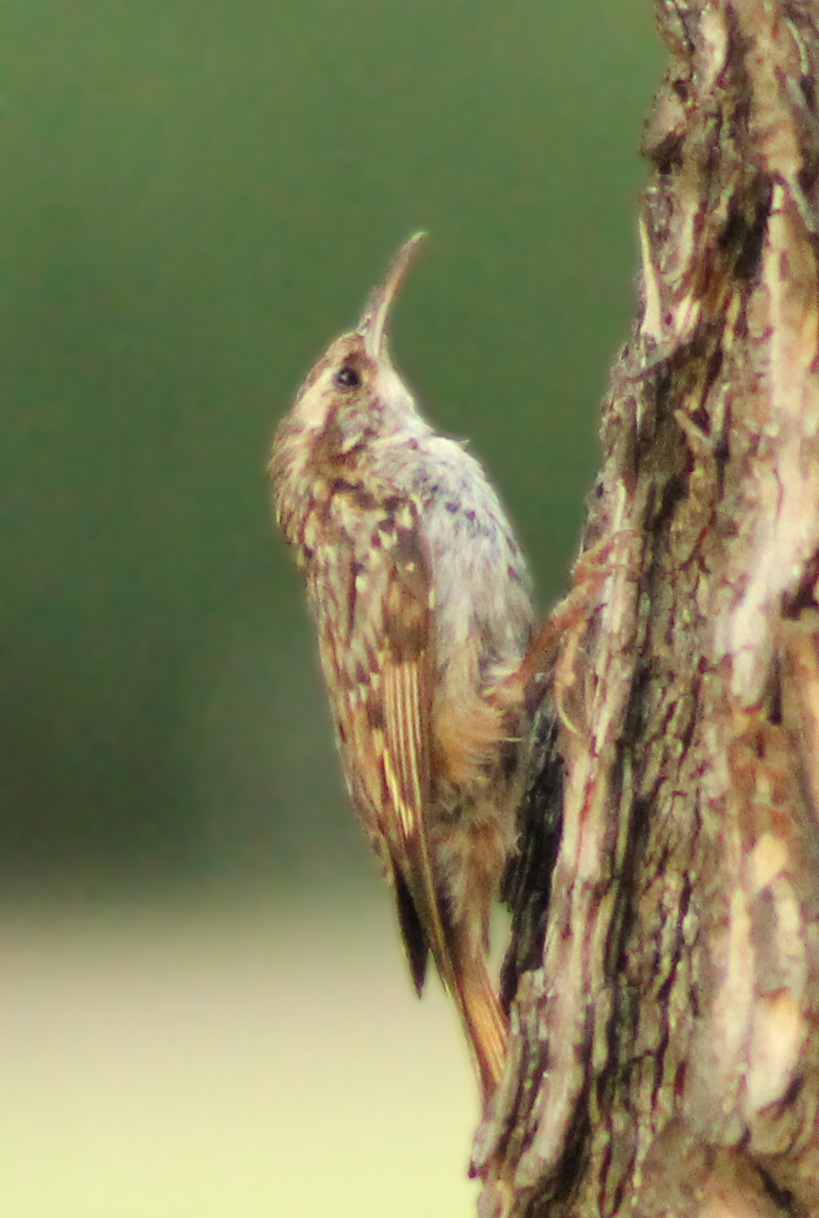
Ejemplar en verano en Madrid.

Se encuentra principalmente en Europa occidental, además del norte de África y alrededor del Mediterráneo oriental. Ocupa casi toda la península ibérica, siendo menos frecuente en la zona oriental más mediterránea, así como en los sectores más deforestados de las submesetas norte y sur. Está distribuido en altitud desde el nivel del mar hasta los 1600 m, siendo muy escaso desde esta altitud hasta los 2000 m, donde lo sustituye el agateador euroasiático en las cordilleras del norte de España. Ambas especies solapan sus áreas de distribución en gran parte de Europa, ocupando el agateador el agateador común donde coinciden preferentemente las regiones bajas con bosques de frondosas abiertos y el agateador euroasiático las altas y los bosques densos de coníferas.

## Taxonomía
El agateador común fue descrito científicamente con su actual nombre por el ornitólogo alemán Christian Ludwig Brehm en 1820. Su nombre binomial deriva de los términos griegos kerthios, un pequeño ave habitante de los árboles descrito por Aristóteles, y brachydactyla, compuesto de brakhus (corto) y dactilos (dedo), con lo que unido significa «de dedos cortos», en comparación con los del agateador norteño.
Esta especie es muy parecida al resto de los componentes del género Certhia. Se reconocen actualmente ocho especies dentro del género de los agateadores, divididos en dos linajes evolutivos: una rama holártica y otra en el sur de Asia. El agateador común pertenece al grupo de norte, junto al agateador euroasiático, el agateador americano de Norteamérica y el agateador de Hodgson del sur del Himalaya. El canto del grupo del holártico es más gorjeante, siempre empieza y termina con un chillón sriih. En cambio las especies del grupo del sur tienen un trino de ritmo más rápido sin el sonido sriih.
Se reconocen seis subespecies:

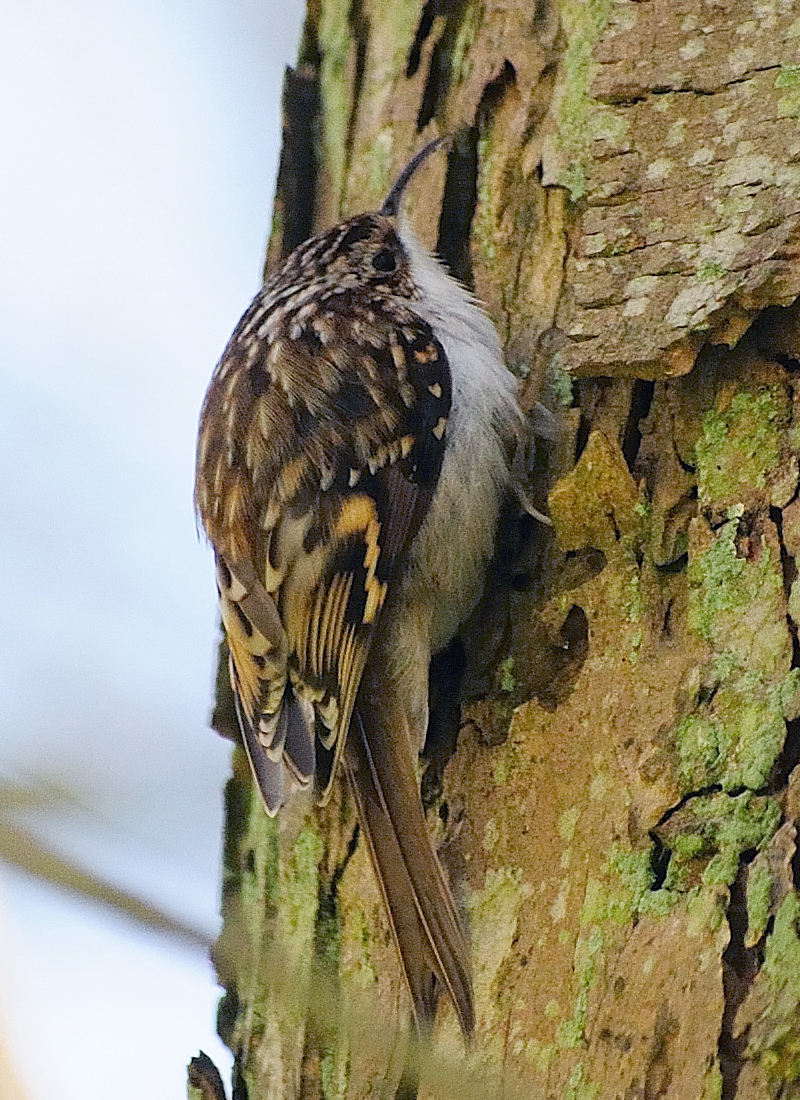
El agateador euroasiático, que a simple vista es difícil de diferenciar del agateador europeo.

- Certhia brachydactyla brachydactyla (Brehm, 1820) - en el sur de Dinamarca, Polonia, el extremo sur de Lituania, sur y este de Francia, España (excepto el noroeste), el centro de Alemania. Italia, Sicilia, norte de Grecia, Hungría, oeste de Ucrania, y algunas zonas de Rumanía y Turquía.
- Certhia brachydactyla megarhyncha (Brehm, 1831) - en el oeste y norte de Francia, Bélgica, Países Bajos, el oeste de Alemania y el noroeste de la península ibérica y en las islas del canal.
- Certhia brachydactyla dorotheae (Hartert, 1904) - sur de Grecia, Creta y Chipre.
- Certhia brachydactyla mauritanica (Witherby, 1905) - norte de África (Marruecos, Argelia y Túnez).
- Certhia brachydactyla stresemanni (Kummerlowe y Niethammer, 1934) - Turquía central.
- Certhia brachydactyla rossocaucasica (Stepanyan, 2000) - en el oeste del Cáucaso.

En la península ibérica se distinguen dos subespecies: C. b. megarhyncha, en los Pirineos Occidentales, noroeste de España y Portugal, y C. b. brachydactyla en el resto del área. No está presente en las islas Baleares, Canarias, Madeira y Azores. Un análisis del genoma mitocondrial citocromo b muestra que las poblaciones del noroeste de África forman un linaje separado de las poblaciones europeas.

## Comportamiento

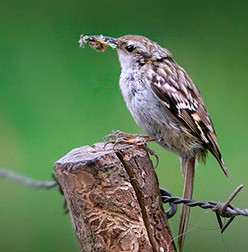
Agateador común con el pico lleno de insectos.

Es un pájaro generalista de ambientes forestales. Los medios en los que la especie es más abundante son muy variados, pero tienen la característica común de ser bosques con arbolado maduro. Es muy escaso, o no está presente, en masas arboladas de reducida extensión (< 1 km²). Alcanza densidades locales máximas de 70-150 aves/km², con valores medios de 41-65 aves/km² en pinares de clima supramediterráneo por encima de 1250 m de altitud.  
Es una especie básicamente sedentaria, que casi exclusivamente efectúa cortos movimientos dispersivos desde su lugar de nacimiento, o desplazamientos altitudinales durante el invierno ante temporales fríos.
Su dieta es estrictamente insectívora durante todo el año. Principalmente consume coleópteros y arácnidos (fundamentalmente Araneae). Busca el alimento mayoritariamente en troncos y ramas gruesas. Dentro del árbol ocupa principalmente los 2/3 inferiores donde la corteza es más rugosa.
Suele desplazarse en solitario, aunque a veces forma bandos mixtos con otras especies. Durante el invierno, en zonas frías, suelen juntarse varios individuos para dormir formando auténticas ‘bolas de plumas’. Durante los días soleados del invierno es capaz de hacer un uso selectivo del mosaico sol-sombra, de manera que usa selectivamente las zonas insoladas por debajo de los 6 °C.
Debido a su plumaje críptico y a su uso del espacio muy específico tiene pocos depredadores, estando escasamente representado en la dieta de gineta, aguililla calzada, búho chico y lechuza común.

### Reproducción

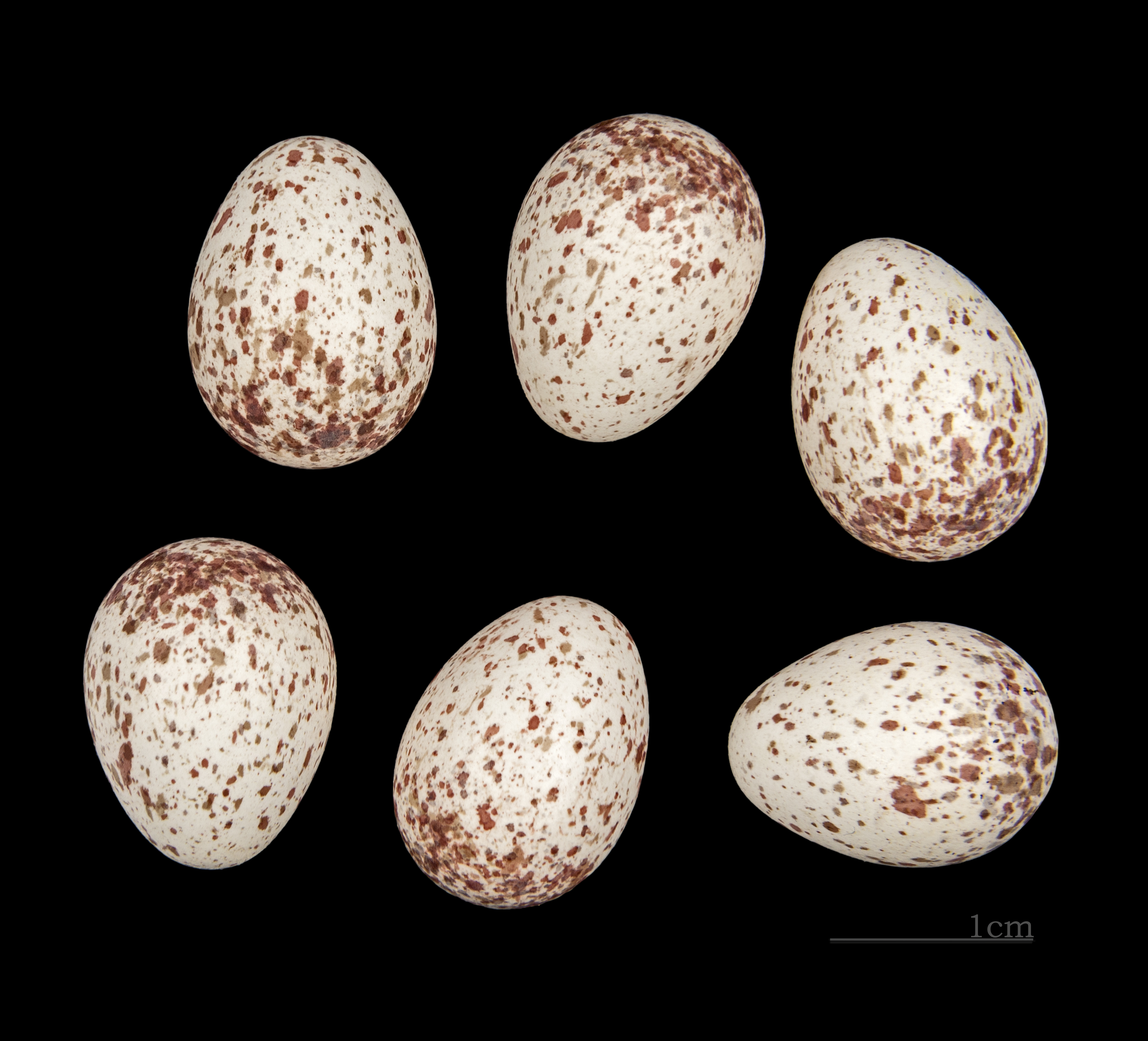
Huevos de Certhia brachydactyla

Inicia la reproducción a finales de marzo, prolongándose hasta junio. Nidifica siempre a cubierto de la intemperie en troncos de árboles, en grietas profundas o bajo ‘solapas’ de cortezas desprendidas, generalmente a poca altura sobre el suelo. Utiliza con escasísima frecuencia (<0,5% de ocupación) las cajas de anidación típicas para páridos. Efectúa dos puestas por temporada (entre 3 y 6 huevos cada una). Los huevos son subelípticos de superficie mate y color blanco-crema con motas marrones-rojizas más concentradas hacia el extremo menos aguzado. En pinares montanos del centro de España (Sierra de Ayllón, Madrid-Guadalajara) el tamaño medio de puesta es 4,73 huevos. El número de huevos no varía entre primeras y segundas puestas. Los tamaños de puesta en España son menores que los observados en otras regiones europeas más septentrionales (en promedio de 5 a 6,5 huevos). La incubación de los huevos dura, en promedio, 14 días. El éxito de eclosión (90%) y la proporción de pollos que abandona el nido (98% de los huevos eclosionados) son elevados (datos para un pinar montano de la Sierra de Ayllón).